# Георг (князь Шаумбург-Ліппе)
Георг (нім. Georg), повне ім'я Стефан Альбрехт Георг Шаумбург-Ліппський (нім. Stephan Albrecht Georg zu Schaumburg-Lippe), (нар. 10 жовтня 1846 — пом. 29 квітня 1911) — князь Шаумбург-Ліппе у 1893—1911 роках. Син попереднього князя Шаумбург-Ліппе Адольфа Георга та принцеси Ерміни Вальдек-Пірмонтської. Офіцер прусської армії. Учасник Франко-прусської війни.
На його честь була названа копальня Георга у Штадтгагені.

## Біографія
Народився 10 жовтня 1846 року у Бюккебурзі. Був другою дитиною та старшим сином в родині спадкоємного принца Шаумбург-Ліппе Адольфа Георга та його дружини Ерміни Вальдек-Пірмонтської. Мав старшу сестру Ерміну. Правлячим князем Шаумбург-Ліппе в той час був їхній дід Георг Вільгельм. 
Сімейство згодом поповнилося сімома молодшими дітьми, з яких вижили Герман, Іда, Отто Генріх та Адольф. У 1860 році батько успадкував престол князівства.
Георг, після першої військової підготовки, почав навчання у Геттінгенському університеті. Згодом продовжив службу в армії. Після військової угоди між Пруссією та Шаумбург-Ліппе, 7-й Вестфальський єгерський батальон прусської армії був переведений із Клеве до Бюккебургу, і Георг став у ньому капітаном. Брав участь у франко-прусській війні. Пізніше служив в 11-му гусарському полку у Дюссельдорфі, а у 1876—1879 роках — в гусарському полку лейб-гвардії у Потсдамі.
У віці 35 років узяв шлюб із 18-річною принцесою Саксен-Альтенбурзькою Марією Анною, небогою правлячого герцога Ернста. Церемонія відбулася 16 квітня 1882 року в Альтенбурзі. Після весілля подружжя проживало у замку міста Штатгагена. У них народилося дев'ятеро дітей.
У травні 1893 року Георг став правлячим князем Шаумбург-Ліппе. У листопаді сімейство із двором перебралося до Бюккебургу. В період 1893—1896 років був розширений Бюккебурзький замок, який слугував головною резиденцією. Тоді ж був збудований Бюккебурзький палац, який зайняла вдовіюча матір князя.
У 1907 році кайзер Вільгельм повернув Георгу замок Шаумбург поблизу Рінтельна, захоплений у 1866 році.
Князь помер наступного року після своєї матері. Похований у мавзолеї Бюккебургу.

## Нагороди
- Орден дому Ліппе, великий магістр
- Орден за мистецтво і науку (Ліппе), великий магістр
- Орден Чорного орла (Прусське королівство)
- Орден Червоного орла, великий хрест (Прусське королівство)
- Орден Слона (Данія) (5 травня 1896)

## Родина

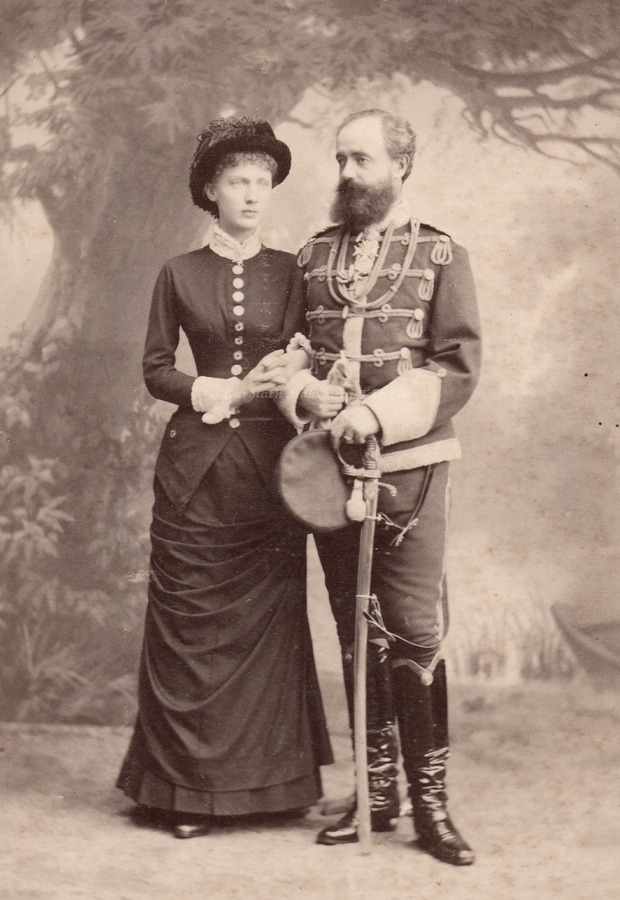
Світлина із заручин Георга та Марії Анни, 1882

Дружина —  Марія Анна Саксен-Альтенбурзька
Діти:
- Адольф (1883—1936) — останній князь Шаумбург-Ліппе, був одружений з Елен Елізабет Бішофф-Кортхаус, загинув в авіактастрофі, дітей не мав;
- Моріц Георг (1884—1920) — принц Шаумбург-Ліппе, одружений не був, дітей не мав;
- Петер (6 січня—17 травня 1886) — прожив 4 місяці;
- Вольрад (1887—1962) — голова дому Шаумбург-Ліппе, був одружений із принцесою Батільдою цу Шаумбург-Ліппе, мав чотирьох дітей;
- Стефан (1891—1965) — був одружений з Інгеборгою Ольденбурзькою, мав двох дітей;
- Генріх (1894—1952) — був одружений з графинею Марією-Ерікою Гарденберзькою, мали єдину доньку;
- Маргарита (1896—1897) — прожила 1 рік;
- Фрідріх Крістіан (1906—1983) — нацистський високопосадовець, письменник, був одружений з графинею Александрою цу Кастелл-Рюденхаузенською, згодом — із Марією Луїзою Шлезвіг-Гольштейн-Зондербург-Глюксбурзькою, потім — із Оленою Бартолф, мав трьох дітей від першого шлюбу;
- Єлизавета (1908—1933) — була одружена із бароном Йоганном Франкенсдорфом, мала двох дітей.